# Leonardo de Magistris
Leonardo de Magistris (falecido em 1554) foi um prelado católico romano que serviu como bispo de Alessano (1551–1554) e bispo de Capri (1540–1551).

## Biografia
No dia 13 de fevereiro de 1540, Leonardo de Magistris foi nomeado bispo de Capri durante o papado de Paulo III. A 21 de agosto de 1551, foi nomeado bispo de Alessano durante o papado de Júlio III, onde serviu como bispo até à sua morte em 1554.